# 정일송
정일송(1975년 3월 15일 ~ )은 대한민국의 가수이며, 1994년 언더그라운드의 라이브 클럽에서 통기타 가수로 첫 데뷔한 이이다.

## 학력
- 양정고등학교 졸업
- 동의과학대학 전문학사

## 경력
- 2008년 심향원육아원 홍보대사
- 2005년 한국BBS 충북연맹 충주시 홍보위원

## 수상
- 2018년 제26회 대한민국문화연예대상 성인가요 성인 신인상
- 2011년 제14회 한국연예스포츠신문 대상 신인가수상
- 2004년 제8회 제천 박달가요제 대상 수상
- 기장대변황가요제 대상 수상
- KBS 근로자가요제 은상 수상

## 음반
- 2017년 바람개비
- 2012년 Golden Hit Album (천년을 살 것 같이)
- 2011년 전추영, 정일송의 고속도로
- 2010년 나 혼자 어떻게
- 2007년 숟가락 젓가락
- 2005년 고백